# 加藤八太郎
加藤 八太郎（かとう はちたろう、文久3年9月18日（1863年10月30日） – 昭和7年（1932年）2月16日）は、大日本帝国海軍軍人。最終階級は海軍主計総監。長崎県佐世保市長。

## 経歴
現在の石川県出身。1886年（明治19年）に海軍主計試補になり、以後『金剛』主計長、『富士』主計長、佐世保鎮守府主計部衣糧科長、同衣糧庫主幹、呉海軍工廠会計課長、海軍主計官練習所教官、海軍省艦政本部会計課長、横須賀海軍経理課長・横須賀鎮守府主計長などを歴任。1911年（明治44年）、主計総監に昇進し、1913年（大正2年）に予備役に編入された。
その後、1916年（大正5年）に佐世保市長に選出された。

## 家族
- 父・加藤貞明 - 石川藩士[3]
- 長女・弘 - 実業家・田村英二の四男・貫一の妻[4][5]
- 三女・たき - 寺垣猪三の二男・敬三の妻[6]。
- 五女・寿子‐板倉松太郎の二男・堉雄（軍人）の妻[7]。